# Diana Chasma
Diana Chasma is een kloof op de planeet Venus. Diana Chasma werd in 1982 genoemd naar Diana, de Romeinse godin van de jacht en de Maan.
De kloof heeft een lengte van 938 kilometer en bevindt zich in het gelijknamige quadrangle Diana Chasma (V-37) en het quadrangle Thetis Regio (V-36). Ze behoren tot de diepste kloven op Venus met een diepte tot 3 kilometer.
De kloof loopt van west naar oost doorheen de beide quadrangles, samen met een andere grote kloof, Dali Chasma, die 2077 kilometer lang is. Ze behoren tot de diepste en steilste kloven op Venus met een diepte tot 3 kilometer en hellingen van meer dan 30°. Beide chasmata verbinden de hooglanden van Ovda Regio en Thetis Regio met de grote vulkanen in Atla Regio en worden daarom beschouwd als de "schorpioenstaart" van Aphrodite Terra. De brede, gebogen helling lijkt op sommige van de subductiezones van de Aarde waar aardkorstplaten over elkaar werden geduwd. Het radarheldere oppervlak op het hoogste punt langs de steile helling is vergelijkbaar met oppervlakken in andere verhoogde gebieden waar een metaalachtig mineraal zoals pyriet op het oppervlak kan voorkomen.